# Romana Labounková
Romana Labounková, née le 27 avril 1989 à Jeseník est une coureuse cycliste tchèque, spécialiste du Vélo tout terrain (VTT) et du BMX.
Elle est double championne du monde de four cross en 2018 et 2019.

## Palmarès en BMX

### Jeux olympiques
- Londres 2012
  - Éliminée en demi-finales du BMX

### Championnats du monde
- 2012
  -  Médaillée de bronze en BMX

### Coupe du monde
- 2008 : 5e
- 2009 : 16e
- 2010 : 119e
- 2011 : 17e
- 2012 : 19e
- 2013 : 25e
- 2014 : 35e
- 2015 : 42e
- 2016 : 52e

### Championnats d'Europe
- 2012 : 8e

## Palmarès en VTT

### Championnats du monde de four-cross
- 2008
  -  Médaillée de bronze en four-cross
- 2010
  -  Médaillée de bronze en four-cross
- 2012
  -  Médaillée d'argent en four-cross
- 2017
  -  Médaillée d'argent en four-cross
- 2018
  -  Championne du monde de four-cross
- 2019
  -  Championne du monde de four-cross

### Coupe du monde de four-cross
- 2010 : 5e

### Championnats d'Europe de four-cross
- 2010
  -  Championne d'Europe de four-cross

## Récompenses
- Cycliste tchèque de l'année : 2019